# John Wesley Delva
Pour les articles homonymes, voir Delva.
John Wesley Delva est un poète et journaliste haïtien né le 30 août 1987.  

## Biographie
John Wesley Delva vit à Montréal depuis novembre 2016, il a commencé sa carrière comme poète en 2010. Parmi ses différents recueils de poésie, on peut citer : Journal d’un voyageur Exilé, Des songes pour habiter la nuit, Fissures murales.

## Distinctions
John Wesley Delva est vainqueur  du concours international de la poésie de la Sorbonne. Il a aussi remporté le Prix Antidote de l'édition mal d'Aurore, il a gagné le « Prix de la Présidence avec son poème "Mots crevés" ».